# 1851
1851 (số La Mã: MDCCCLI) là một năm thường bắt đầu vào thứ Tư trong lịch Gregory.

## Sự kiện

### Tháng 1
- Ngày 11: khởi nghĩa Kim Điền, Hồng Tú Toàn phát động khởi nghĩa sáng lập Thái Bình Thiên Quốc.

## Mất
- 12 tháng 9 – Nguyễn Thị Bảo, phong hiệu Tứ giai Thục tần, phi tần của vua Minh Mạng (s. 1801).
- Không rõ – Nguyễn Phúc Ngọc Xuyến, phong hiệu Bảo Thuận Công chúa, công chúa con vua Gia Long (s. 1792).